# Barbossa
Hector Barbossa er en fiktiv person i filmserien Pirates of the Caribbean. Barbossa blev først  introduceret som hovedmodstander i den første Pirates of the Caribbean: Den Sorte Forbandelse. Efter at han mødte sin overmand, blev han genoplivet i slutningen af 2'eren og endte som en af heltene i 3'eren. I den tredje film blev det afsløret, at Barbossa er en af de ni sørøverherrer over Det Caribiske Hav. I 5'eren blev det afsløret, at han også er far til en af de nye hovedpersoner Cyriena, der er opkaldt efter en stjerne. Barbossa bliver spillet af den australske skuespiller Geoffrey Rush.

## Skabelse af figuren
Barbossas fornavn "Hector" bliver først afsløret i kommentarsporet på Den Sorte Forbandelse DVD'en, og blev ikke sagt af nogen anden figur i filmene, før i den sidste film, hvor det er Jack Sparrow, som siger hans fornavn. Johnny Depp har sammen med internettet været med til at navngive ham. Hans efternavn er både et ordspil og det italienske/portugisiske øgenavn for Barbarossa, den skrækkelige pirat også kendt som Aruj, Oruç Reis og Redbeard (Rødskæg); var et besætningsmedlem på Den Sorte Perle, og ti år før Pirates of the Caribbean: Den Sorte Forbandelse foregår, anførte han et mytteri mod Jack Sparrow, som var kaptajn på skibet. Besætningen efterlod Jack på en øde ø, og Barbossa gav ham en pistol, for at han kunne begå selvmord i stedet for at sulte ihjel.
Kort efter kom han og resten af besætningen på Isla de Muerta, hvor de stjal Cortez' skat. Den resulterede i, at de alle blev forbandet. De næste ti år brugte de på at lede efter alle de guldstykker, de havde stjålet - og ophæve forbandelsen: de er hverken levende eller døde, og kun ved måneskin ses det, at de er halvrådne skeletter.
I Pirates of the Caribbean: Den Sorte Forbandelse er Barbossa kaptajn på Den Sorte Perle. Han og besætningen er på jagt efter det sidste guldstykke og dukker op i Port Royal, hvor Barbossa kidnapper Elizabeth Swann, fordi han tror, hun er datter af Bootstrap Bill Turner. Efter flere kampe bliver Barbossa skudt og dræbt af Jack, som i ti år har svoret hævn over ham.
I slutningen af Pirates of the Caribbean: Død Mands Kiste kommer Barbossa ned ad trapperne i Tia Dalmas hytte. Det viser sig, at Tia Dalma har hentet ham tilbage fra de dødes rige. Barbossa slutter sig sammen med Will og de andre for at befri Jack fra Davy Jones' jerngreb i Pirates of the Caribbean: Ved Verdens Ende. Han er også med til at kæmpe imod Beckett og Det Ostindiske Handelskompagni.